# Allo
Pour les articles homonymes, voir Allo (homonymie).
Allo est une ville et une municipalité qui fait partie de la Navarre, dans le Nord de l'Espagne, à 56,3 km de sa capitale, Pampelune. Elle est située dans la zone non bascophone de la province. Le castillan est la seule langue officielle alors que le basque n’a pas de statut officiel. Le nombre d'habitants en 2004 était de 1 029 et en 2006 de 1056

## Géographie
La ville de Allo est située en Espagne près de Tolède et de Madrid. Elle est tout près du fleuve du Amirace.

## Localités limitrophes
- Lerín, Sesma, Dicastillo

## Histoire
Allo a été, au moins à partir du XIe siècle, lieu de seigneurie nobiliaire. Depuis 1064, Sanche IV "Le Noble" rendit le monastère de San Miguel à l'abbaye de Irache. Auparavant l'abbaye reçut également diverses choses et un moulin dans la ville. Au début du XIIe siècle, Allo faisait partie, ainisi qu'Aranaz, d'une possession régie par Sancho Fortuñones.
En 1448 le prince  Carlos de Viana inscrit la ville dans le conseil de Lerín, à laquelle est appartiendra jusqu'à la réforme libérale du XIXe siècle. Durant la seconde moitié tu XIXe et début du XXe, Allo voit progresser son économie et, jusqu'en 1920, comptait avec une grande fabrique de farines, une distillerie d'alcools et anisés ainsi qu'un hôpital.

## Administration
| Mandat    | Nom du maire          | Parti politique   |
| --------- | --------------------- | ----------------- |
| 2005-2007 | Sergio Aisa Ochoa     | Indépendant       |
| 2007-2011 | Fernando Sainz Aldaba | Allo Siempre Allo |

## Démographie
| Évolution démographique                              | Évolution démographique | Évolution démographique | Évolution démographique | Évolution démographique | Évolution démographique | Évolution démographique | Évolution démographique | Évolution démographique | Évolution démographique | Évolution démographique |
| 1996                                                 | 1998                    | 1999                    | 2000                    | 2001                    | 2002                    | 2003                    | 2004                    | 2005                    | 2006                    | 2007                    |
| ---------------------------------------------------- | ----------------------- | ----------------------- | ----------------------- | ----------------------- | ----------------------- | ----------------------- | ----------------------- | ----------------------- | ----------------------- | ----------------------- |
| 1 049                                                | 1 028                   | 1 066                   | 1 039                   | 1 028                   | 1 029                   | 1 054                   | 1 072                   | 1 072                   | 1 068                   | 1 078                   |
| Sources: Allo et instituto de estadística de navarra |                         |                         |                         |                         |                         |                         |                         |                         |                         |                         |

## Patrimoine civil
- La Casa del Mayorazgo: construite en 1592, forme un grand bloc de pierre en forme de U et deux tourelles angulaires cubiques, d'où partent une double galerie avec arches et sur des piliers et colonnes. À deux façades, une sur la rue avec un porche en mi-point, et l'autre qui donne sur le jardin, avec deux corps ouverts en arcatures. À l'intérieur, une croix romaine de la fin du XVIe.
- L'édifice de la mairie: situé sur la place des fueros (fors), construite dans le dernier quart du XVIe siècle en pierre en piedra de taille et maçonnerie. De style Renaissance, il est constitué par deux corps supérieurs et une mansarde, situés sur un porche de cinq arcs abaissés. L'ensemble est décoré d'un blason en pierre aux armes de la ville, du dernier quart du XVIe siècle. Après celui de Lumbier et Sangüesa, celui d'Allo est la troisième mairie en activité parmi les plus anciennes bâtisses de Navarre mais la seule qui conserve l'intégralité de sa façade.

### Sources
- (es) Cet article est partiellement ou en totalité issu de l’article de Wikipédia en espagnol intitulé « Allo » (voir la liste des auteurs).